# 1120
1120 (MCXX) a fost un an bisect al calendarului iulian.

## Evenimente
- 7 ianuarie: Papa Calixt al II-lea părăsește Cluny, pentru a lua drumul Italiei.
- 16 ianuarie: Conciliul de la Nablus, în Regatul Ierusalimului.
- 26 februarie: Santiago de Compostela devine arhiepiscopie, sub Diego Gelmirez.
- 3 iunie: Papa Calixt al II-lea ajunge la Roma; antipapa Grigore al VIII-lea se refugiază la Sutri.
- 17-18 iunie: Bătălia de la Cutanda. Aragonezii și aliații lor francezi înfrâng o puternică armată a almoravizilor.
- 25 noiembrie: Naufragiul de la Barfleur al vasului "Blanche-Nef", având la bord pe fiul regelui Henric I al Angliei (moștenitor al tronului Angliei și Normandiei), William Adelin, și alți circa 300 de nobili anglo-normanzi.

### Nedatate
- iunie: Catalanii cuceresc Taragona de la musulmani.
- noiembrie: William Adelin, fiul regelui Henric I al Angliei, negociază pacea cu regele Ludovic al VI-lea al Franței, căruia îi prestează omagiu din poziția de duce al Normandiei.
- Bizantinii recuperează Sozopolis de la selgiucizi.
- Cavalerii templieri depun jurământul în fața lui Gormond de Picquigny, patriarhul latin de Ierusalim.
- Este întemeiat orașul Freiburg im Breisgau de către Conrad I de Zahringen.
- Guvernatorul chinez al dinastiei Song raportează că în orașul-port Quanzhou (Fujian) populația a ajuns la 500.000 de rezidenți.
- Regatul Galiciei este atacat de o flotă almoravidă comandată de amiralii Abu Abd Allah ibn Maymum din Almeria și Isa ibn Mayum din Sevilla.

## Arte, științe, literatură și filozofie
- 25 iulie: Un incendiu distruge nava carolingiană a abației benedictine Sainte-Marie-Madeleine din Vezelay.
- august-septembrie: Wanyan Xiyin încheie descrierea primei versiuni a scrierii jurchenilor.
- În Orleans este construit podul Tourelles.
- Începe construirea catedralei Llandaff din Țara Galilor.
- Începe redactarea romanului de dragoste Genji monogatari emaki, în Japonia.
- Sfântul Norbert de Xanten întemeiază abația de la Prémontré, în apropiere de Laon.
- Walcher de Malvern realizează un sistem de măsurare a latitudinii și longitudinii.

## Înscăunări
- 27 mai: Richard al III-lea de Aversa, principe normand de Capua.
- 10 iunie: Iordan al II-lea, principe normand de Capua (1120-1127).

## Nașteri
- Boleslav al IV-lea, rege al Poloniei (d. 1173)
- Erik al IX-lea, rege al Suediei (d. 1160).
- Hugo al III-lea de Broyes, senior de Broyes (d. ca. 1199)
- John de Salisbury, filosof, scriitor și cleric englez (d. 1180).
- Ludovic al VII-lea "cel Tânăr", rege al Franței (d. 1180).

## Decese
- 10 iunie: Richard al III-lea de Aversa, principe de Capua (n. ?)

- 24 septembrie: Welf al II-lea, duce de Bavaria (n. 1072).

- 25 noiembrie: William Adelin, moștenitor al tronului Angliei și al Normandiei (n. 1103).
- Balduin al III-lea de Hainaut, conte de Hainaut din 1098 (n. 1088)

- Eustațiu al III-lea de Boulogne, conte de Boulogne din 1087 (n. 1050)

- Roscellin de Compiegne, călugăr și filosof francez (n. 1050).

- Su Han-Ch'en, pictor chinez (n. ?)